# Манастир Месић
Манастир Месић из 15. века највећи је манастир Банатске епархије. Налази се у подножју тзв. Магарећег брда, у виноградарском рејону, источно од града Вршца.
Манастир Месић представља непокретно културно добро као споменик културе од изузетног значаја. Данас је то женски манастир, на чијем је челу игуманија Екатарина (Кнежевић).

## Историја
Легенде везане за манастир наводе ученике Ћирила и Методије као осниваче манастира.
Један је од најзначајнијих манастира у југоисточном Банату, настао највероватније у 15. веку, мада га по локалној легенди оснива 1225. године Арсеније Богдановић Хиландарац, кога је лично Св. Сава поставио за игумана манастира. Манастир тај општежитељни је добио име по потоку Месићу, који извире под "црним врхом" у манастирској шуми, и на којем је 1797. године била воденица "под манастиром". Монах Арсеније Богдановић био је родом из Србије, а за игумана га је Св. Сава рукоположио и изаслао да оснује манастир Месић. Арсеније "Сремац” Богдановић, је потоњи наследник Св. Саве на трону српских архиепископа. Предисторију Месића, која иде у прилог првој верзији је изнео у својој књизи о Банату зрењанински прота Милош Поповић 2001. године. Према њему ученици и следбеници словенских апостола Ћирила и Методија основали су још 1030. године, у јужном Банату манастир Месић. Након издејствоване самосталности српске цркве, у јужни Банат долази 1219. године игуман Арсеније Сремац. Он ће 1225. године, како је већ наведено, обновити манастир Месић. Друга верзија има више вероватноће, наиме по њој је манастир Месић основао Јован Бранковић, последњи из лозе Бранковића, крајем 15. века. На основу једног званичног извештаја, пак, из 1751. године манастир Месић су основали између 1493-1502. године деспот Јован Бранковић и његов брат — епископ Максим (Ђорђе) – умро 1502. — који је манастир Месић обдарили са непокретним имањем.
Манастирска црква посвећена Светом Јовану Крститељу још 1660. године, што је јединствен случај међу српским манастирима.
Први писани докуменат који помиње манастир Месић са храмом је катастих Пећке патријаршије из 1660. и 1666. године. То је време оснивања првих српских манастира на територији јужне Угарске током 15. и 16. века, у време великих миграција српског народа у ове крајеве. Такође, из овог документа се сазнаје да је Месић био резиденција вршачких епископа у време одмах након велике сеобе, када је привилегијама аустријског цара Леополда I потврђено постављање Спиридона Штибице за вршачког владику.
Помиње се 1660. године у манастиру Месићу, храм Св. пророка Јована Претече, са братством: игумани - јеромонах Макарије и јеромонах Макарије, јеромонах Серафион, јеромонах Филип, јеромонах Силоан, монаси Теофан и Козма, хаџи Спиридон (јеромонах) те поп Теодосије. Шест година касније, 1666. године опет се помиње храм Св. Јована Крститеља, са готовом сасвим другом монашком браћом: игуман Силоан јеромонах, проигуман Мелентије јеромонах, проигуман Максим јеромонах, хаџи Спиридон јеромонах, Гаврил јеромонах те даскал (учитељ) Никифор.
Манастир је рушен у неколико наврата 1716. и 1788. године од стране Турака али и убрзо обнављан, други пут трудом вршачког епископа Јосифа Јовановића Шакабенте, као и у земљотресу 1892. године када је највише оштећења у манастирском комплексу имала сама црква. У цркви посвећеној Св. Јовану Претечи, налазе се остаци ранијег живописа из 17. века (детаљи у наосу), као и фреске које су настале у 18. веку и које карактерише извесна конзервативност и ослањање на раније средњовековно искуство и велики отпор ка наступајућој барокној уметности. Црква је, као и већина цркава у Војводини, претрпела интервенцију у виду додавања барокних звоника, који касније мења свој првобитни облик настао по плану мајстора Антона Блобергера.
Од 1690. до 1712. становао је у манастиру вршачки епископ. Манастир су разрушили Турци 1716. г. Нешто после тога дошао је Мојсије Стефановић, јеромонах из Крушедола са три калуђера а и опет су подигли манастир. Године 1743. отишао је Мојсије у Русију да купи милодаре. Из Русије је донео собом и црквене књиге, слике, сребрни путир и црквене барјаке, као и диплому царице Јелисавете, којом је манастиру Месићу одредила годишњу помоћ од 300 рубаља. Ту диплому узео је једном вршачки владика и више је није вратио манастиру. А 1751. била су у манастиру два калуђера са игуманом Атанасијем. Они су имали мало земље и живели сиромашно. У прњавору је било само 15 влашких домова, који су цару плаћали порез, али су у манастиру радили само један дан годишње.
Године 1774. предлагано је да се манастир Месић умањи. У месићки манастир је 1774. године дошао јеромонах Јоаникије Максимовић из манастира Шемљуга. Унапређен је 1776. игуман за архимандрита. Изабран је за првог архимандрита Јован Фелдвари-Јовановић (1777–1785). Године 1777. пренета је покретна имовина угашених манастира Шемљуга и Средишта у манастир Месић. Током аустријско-турског рата 1788. године разрушили су опет Турци манастир. Решили су 3. децембра 1792. године, калуђери са архимандритом Мојсијем Василијевићем (1788–1793) да изнова подигну ту светињу. Поправка спољашња и унутрашња светог храма и дозиђивање новог конака, текли су између 1793–1798. године. Радило се о трошку православних верника и помоћи вршачког епископа Јосифа Јовановића Шакабенте. Током радова слојем малтера и обојеног креча, прекривен је средњевековни зидни живопис из времена ктитора Јована Бранковића. Спољашњи део храма - кубе и кровна конструкција обновљени су у молдавском стилу, на штету старог српско-византијског стила. На западном делу порушеног храма сазидана је припрата са барокним торњем и звоником. Садашњи конак рађен у неокласицистичком стилу никао је између 1840–1846. године, што се види записано на челу трема. Иконе на иконостасу су из 1841. године.
По тестаменту епископа вршачког Максима Несторовића (1728–1738), припало је манастиру Месићу 100 ф.
Послат је 1782. године јеромонах Партеније Поповић из Ковиља, због пијанства и других изгреда, на једногодишњи затвор у манастир Месић. На месићком манастирском гробљу сахрањен је 1785. године, у новоозиданој гробници Вићентије Поповић епископ вршачки и карансебешки.
У дугој борби да манастир сачува имовину, нарочито се истакао се 1797. године архимандрит Викентије Љуштина (1796–1805). То је био један од најученијих месићких настојатеља. Написао је малу књижицу "Кратка историја манастира Месића", и стручно дело "Граматика италијанског језика".
Један дописник српских новина, почиње свој чланак речима: "Манастир Месић лежи у једној гудури, од Вршца к истоку 3/4 сата удаљен. Његови се приходи састоје из шуме и десетка и спада у смотренију (погледу) овај у другу класу".
Када су се Румуни 1868. године одвојили од Срба, остали су манастир Месић и остали манастири у српским рукама. Румуни су тражили три манастира за себе, међу њима и Месић, али је српски народноцрквени сабор заузео став 1879. године да се ни један српски манастир не уступи Румунима. Најезда инсекта "сушибубе" (филоксере) је 1889–1890. године уништила 200 јутара манастирског винограда, који је дотад давао главнину прихода. На Велику суботу 1892. године земљотрес је оштетио храм (пукао је целом дужином свод) и монашке ћелије. Манастир се 1898. године "у врло рђавом стању налази. Шума му исечена, земља исплакана, задужен је много". 1904. године покренула је сибињска румунска митрополија парницу против српских манастира, којом је тражила три манастира, али је парницу 1906. године изгубила.
Манастир Крушедол је 1891. године био у обавези да исплаћује пензију умировљеном архимандриту манастира Месића, Корнелију Живковићу. Годишње по 800 ф. тромесечно унапред. Одређено је 1893. године да манастир Месић годишње доприноси Монашкој школи у манастиру Хопову са 200 ф. Калуђер др Емилијан Радић је тужио свој манастир Месић, због потраживања неисплаћених плата и других принадлежности, за време док је избивао из њега. У тужби је тражио износ одштете од 16.000 к, али је одлуком краљевског суда 1900. године изгубио спор.
Статус манастира Месића 1905. године је "Архимандрија", што значи да му се на челу мора наћи неки архимандрит.
Године 1905. године за манастир Месић пише у црквеном извештају имовинско стање. Манастир се тада налази у Тамишкој жупанији, у срезу Вршачком. Лежи на територији карансебешке румунске православне епархије и стоји под непосредном јурисдикцијом и управом вршачке српске православне епархије односно ондашњег епископа и њене конзисторије. Сам манастир и њену цркву је ова црквена власт пре неколико година дала затворити. Част игумана манастирског (настојатеља) је укинула, тачније више није попуњавала. Зато манастирским имањем рукује вршачка конзисторија. Земља се слободно издаје у закуп и од ње узима приход. По грунтовници (1893) манастир има земљишни посед у општини Месић 1.416 ј. 1.240 кв. хв. чији је чист катастарски приход 2.920 к. 90 пара. Вредност те земље је 58.418 к. Манастирска здања вреде 73.000 к, вредносни папири - 133.800 к, драгоцености - 537 к, опреме - 214 к, а остале покретности 5.764 к 26 пара. Вредност целокупног манастирског поседа износи 271.733 к 26 пара. Манастиру су припадале у неке "контрактуалне" куће у прњавору, кућни бројеви 3-9, али манастир није имао од тога прихода.
Током Првог светског рата на други дан Ускрса 24. априла 1916. године изгорео је црквени торањ, а звона отпала. За време преврата, 4. новембра 1918. године манастир је био опљачкан од стране Румуна прњавораца из села Месића, али и других околних села. Обесни људи секли су ножевима портрете српских црквених великодостојника на зидовима. Оно што нису узели са собом - поломили су, исцепали, упрљали. Настојатељ манастира Вићентије Вукосављевић је кренуо из почетка; поправио, олепио, окречио здања, воће садио. Манастир се вратио у достојанствено стање, под управом старешине протосинђела Владимира Димитријевића (1907—1923). Велики пожар у околини Вршца, уништио је августа 1927. године знатне делове месићке манастирске шуме, и посечена наслагана дрва.

## Монаштво
Манастир Месић је био "општежитељни" по карактеру. У грунтовници се 1893. године наводи као власник: "Месићки грчко-источни несједињени манастир", што је 1904. године промењено допуном - "српски". Калуђерско братство манастира Месића управљало је духовним животом верних и подмиривало верске потребе православног становништва у селу - прњавору Месићу, као и у селима Сочици и Јабланки. Године 1768, било је у манастиру осам калуђера, А већ 1784. године - девет, док је бурне 1848. године - шест.
Неки од познатијих и заслужнијих манастирских старешина, у дугом списку, поред неких већ помињаних су: Макарије игуман (1660), Силоан игуман (1666), Јован Фелдвари архимандрит, Силвестер Радивојевић јеромонах (1762–1773), Синесије Радивојевић архимандрит (1807–1829), Сергије Каћански архимандрит (1846–1852), Антоније Нако архимандрит (1853–1859), Методије Миланковић архимандрит (1860), Гедеон Цветић архимандрит (1864–1868), Нектарије Димитријевић архимандрит (1874–1885), др Емилијан Радић (1885–1896), Гаврило Змејановић јеромонах па епископ (1896–1899), и последња три игумана (до промене статуса манастира) - Милентије Микалачки (1933–1941), Милутин Вујић (1941–1951) и Кирило Јовановић (1951–1952).
Разбојничка дружина Румуна, под вођством злогласног Лазара Стојку "Лаје" је ноћу 12. априла 1929. године стигла из Великог Бечкерека у Месићку шуму. Ту је напала настојника манастира Месића, старог калуђера Костића. Опљачкали су га, мучили и убили ножевима. Куварицу која је дозивала у помоћ су претукли. Тек кад су изашли из сегединског затвора 1937. године дошло је на ред да им се у Југославији суди због тог а и бројних других злочина, извршених широм Баната. Године 1937. манастир је био препуштен сам себи; усамљен и угрожен. Иако је имао око 2.000 ј. лепе шуме, притискали су га велики дугови, од преко 150.000 динара.
По државном шематизму православног клира у Угарској из 1846. године, манастирско братство месићко чинили су: архимандрит Арсеније Јовановић Шакабента (1829–1846), Гедеон Живановић, затим јеромонаси - Христифор Станковић и Амброзије Јанковић, те ђакони - Герасим Скитор и Гедеон Младеновић.
Јеромонах месићки Нектарије Аргировић је 1900. године превео са руског језика и објавио Толстојеву књигу под насловом "Где је љубав ту је и Бог". Та књижица је препоручивана као награда школској деци.
Године 1900. месићки јеромонах Јероним Богосављевић, по пресуди црквеног суда је због тешких каноничких и монашких преступа, лишен свештеномошашког и монашког чина. Враћен је осрамоћен међу световњаке.
Манастир у својој ризници чува више вредних рукописних и штампаних књига, као и низ слика познатих сликара као што су Јован Поповић из Опова ("Портрет Ј. Ј. Шакабенте"), Јохан Тобиас Каерглинг, Арсеније Петровић, Павел Ђурковић и других мање познатих аутора.
Од 1952. године Месић је постао женски манастир, када је на његово чело именована игуманија Теодора Милошевић. Од тада је манастир оправљен, доведен у сваком погледу у ред и под женском руком, може се слободно рећи "процветао".
Након смрти игуманије Теодоре, вођство манастира, по благослову тадашњег епископа Амфилохија Радовића, преузима монахиња Параскева Митрић.
Управо, за време столовања епископа Амфилохија, на трону епископа банатских, Месићко сестринство се умножава. Али одласком истог епископа на трон митрополита црногорско-приморског (1990), значио је и одлазак великог броја сестара из манастира, које су убрзо постављене за игуманије обновљених манастира у Црној Гори.
Од јесени 2008. године, благословом епископа банатског Никанора, почело се са обновом манастирске цркве и комплекса. Трудом мати Параскеве, у манастирском конаку установљен је и зимска капела, посвећена празнику Света Три Јерарха. Смрћу игуманије Параскеве Митрић, 24.10.2017, одлуком Епископа Никанора, манастиром управља монахиња Екатарина (Кнежевић).
Манастир данас броји пет монахиња и једну искушеницу.